# Serra d'Aiello
Serra d'Aiello är en ort och kommun i provinsen Cosenza i regionen Kalabrien i Italien. Kommunen hade 476 invånare (2018).